# Helstar
Helstar é uma banda de heavy metal de Houston, Texas nos Estados Unidos.

## História
O Helstar foi uma das grandes bandas americanas dos anos 1980, com discos aclamados e se tornando referência para inúmeras bandas posteriores. O grupo tinha como destaque o frontman James Rivera, por seu vocal potente, com registro extenso e falsetes ensurdecedores, e quando este deixou a banda o Helstar acabou suspendendo as atividades. O vocalista então seguiu uma carreira inquieta na linha de frente de bandas como Distant Thunder, Destiny's End, Seven Witches e Vicious Rumours.
Hoje a banda se encontra reunida, e a formação conta com James Rivera (v) e Larry Barragan (g) da formação original, além do guitarrista Robert Trevino (que havia gravado o álbum Remnants of War em 1986), do baixista Jerry Abarca (que gravou todos os álbuns com exceção do debut) e Russel DeLeon (que havia gravado o álbum Multiples of Black, de 1995). Entretanto, após transitar entre o heavy metal tradicional e o power metal americano durante os anos 1980, hoje a banda pratica um som mais extremo.
Após instabilidade na década de 1990 e início dos anos 2000, o Helstar assinou com o selo alemão AFM Records em 2007, mantendo após isso uma sequência de  lançamentos.

## Integrantes

### Atualmente
- James Rivera - vocal
- Larry Barragan - guitarra
- Robert Trevino - guitarra
- Jerry Abarca - baixo
- Russel DeLeon - bateria

### Outros
- Aaron Garza - guitarra
- Tom Rogers - guitarra
- Andre Corbin - guitarra
- D. Michael Heald - guitarra
- Paul Medina - baixo
- Hector Pavon - bateria
- Rene Luna - bateria
- Frank Ferreira - bateria

## Discografia
- 1984 - Burning Star
- 1986 - Remnants of War
- 1988 - A Distant Thunder
- 1989 - Nosferatu
- 1995 - Multiples of Black
- 2000 - Twas The Night Of A Helish X-Mas (Ao vivo gravado durante a turnê de Nosferatu)
- 2007 - Sins Of The Past (compilação)
- 2008 - The King Of Hell
- 2010 - Glory Of Chaos
- 2012 - 30 Years of Hel
- 2014 - This Wicked Nest
- 2016 - Vampiro